# 12035 Ruggieri
12035 Ruggieri (1997 CP13) là một tiểu hành tinh vành đai chính được phát hiện ngày 1 tháng 2 năm 1997 bởi V. Goretti ở Pianoro.